# ناثانيل خان
ناثانيل خان (بالإنجليزية: Nathaniel Kahn)‏ هو مخرج أمريكي، ولد في 9 نوفمبر 1962 في فيلادلفيا في الولايات المتحدة.

## وصلات خارجية
- ناثانيل خان على موقع IMDb (الإنجليزية)
- ناثانيل خان على موقع ألو سيني (الفرنسية)
- ناثانيل خان على موقع أول موفي (الإنجليزية)
- ناثانيل خان على موقع قاعدة بيانات الفيلم (الإنجليزية)
- ناثانيل خان على موقع كينوبويسك (الروسية)